# Bahia (piłkarz)
Bahia, właśc.  Antônio Almeida (ur. 2 grudnia 1910 w Salvador, zm. ?) – piłkarz brazylijski grający na pozycji napastnika.

## Kariera klubowa
Bahia karierę piłkarską rozpoczął w 1930 roku w klubie z EC Bahia, w którym grał do 1934. Z klubem z Salvador trzykrotnie zdobył mistrzostwo Stanu Bahia – Campeonato Baiano w 1931, 1933 i 1934 roku. W latach 1935–1937 występował w klubie Madureira Rio de Janeiro. W 1938 roku przeszedł do lokalnego rywala CR Vasco da Gama, w którym występował do końca kariery, którą zakończył w 1940 roku.

## Kariera reprezentacyjna
27 grudnia 1936 roku zadebiutował w reprezentacji Brazylii w meczu z reprezentacją Peru podczas Copa América 1937. Z reprezentacją Brazylii zajął trzecie miejsce podczas tego turnieju. 1 lutego 1937 zagrał w meczu z reprezentacją Argentyny, który był jego czwartym i ostatnim meczem w barwach canarinhos. Wcześniej 19 stycznia w meczu z reprezentacją Urugwaju strzelił swoją jedyną bramkę w reprezentacji.